# Bourse d'Amsterdam
La bourse d'Amsterdam appelée aussi Bourse de Berlage (Beurs van Berlage), est l’un des grands monuments de l’architecture néerlandaise du XXe siècle. C’est un édifice en briques construit de 1898 à 1903.
Un concours fut lancé en 1885 par la municipalité pour la construction d'une nouvelle bourse à Amsterdam.
L'architecte lillois Louis Marie Cordonnier remporta le premier prix mais, l'exécution fut confiée à l'architecte néerlandais Hendrik Petrus Berlage qui apporta plusieurs modifications au plan initial. La construction ne se fit qu'entre 1896 et 1903.
Ce projet rend Hendrik Petrus Berlage, qui était alors inconnu, immédiatement célèbre dans le monde entier. Long de 141 mètres, le bâtiment est érigé sur le Damrak, une partie d'un des bras de l'Amstel, qui accueillait autrefois le  port d'Amsterdam et ses navires de commerce. Le bâtiment était destiné à héberger toutes les opérations de bourse.
Le Musée de la Bourse de Berlage a ouvert ses portes en 2003 permettant à une partie de cet édifice d’être en permanence ouvert au public. C’est aussi le siège de l’orchestre philharmonique néerlandais.

## Histoire

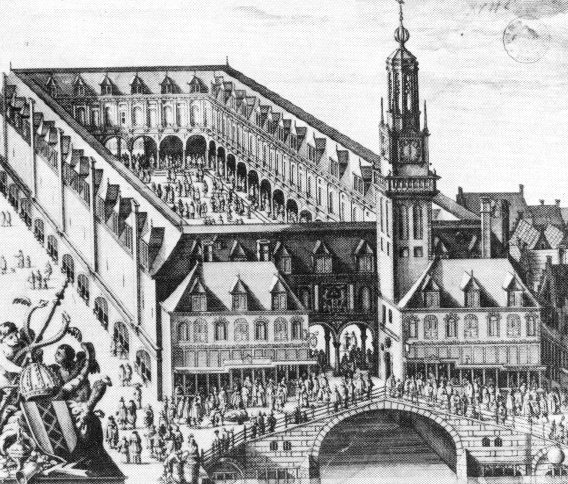
Le bâtiment de la bourse de Hendrick de Keyser.

Établie il y a quatre siècles, la bourse d'Amsterdam est considérée comme la bourse la plus ancienne du monde. 
En effet, la négociation des actions y a débuté grâce à la fameuse Compagnie des Indes orientales (Verenigde Oostindische Compagnie), fondée en 1602, qui était à la recherche permanente de fonds pour financer le négoce de marchandises avec l'Extrême-Orient. L'importance de la bourse a crû de façon importante avec la négociation d’un nombre croissant d'actions en particulier avec celles de la Compagnie, dont la taille était dix fois supérieure à la Compagnie britannique des Indes Orientales. Au départ, seules des actions à livraison immédiate étaient négociées, mais très vite des options et des contrats à terme ont également été ouverts à la négociation.
Au départ, les valeurs étaient activement échangées dans une galerie de l'Hôtel de ville situé sur le Dam. En 1607, le conseil municipal a confié à l'architecte Hendrick de Keyser la construction d’une bourse des matières premières, qui s'est ouverte en 1611. Dès cette date et pour la première fois, les transactions se tenaient dans un lieu qui leur était réservé situé derrière le Rokin, l'actuel magasin Amsterdam Diamond Center (52° 22′ 19,2706″ N, 4° 53′ 35,0837″ E). 
Fait de brique et de pierre de taille, le bâtiment d'environ 70 mètres de long sur 40 mètres de large, avec un péristyle de 46 piliers numérotés "pour distinguer les places où se tiennent les marchands", enjambait le Rokin, qui était alors un canal, aujourd'hui en grande partie comblé, il pouvait contenir environ 4 600 personnes, et était ouvert tous les jours ouvrables, par le son d'une cloche, de midi à 14 heures.
Ce premier bâtiment est finalement tombé en ruine et a été abandonné en 1835, après quoi la bourse a déménagé plusieurs fois pour s’établir en 1913 à l’emplacement actuel.